# Leslie Banks
Pour les articles homonymes, voir Banks.
Leslie Banks est un acteur britannique, né le 9 juin 1890 à West Derby (quartier de Liverpool), mort le 21 avril 1952 à Londres.

## Biographie
Acteur des années 1930, Leslie Banks interprète notamment le comte Zaroff dans Les Chasses du comte Zaroff, un classique américain du cinéma fantastique sorti en 1932, l'histoire d'un survivant de naufrage, Joel McCrea, qui échoue sur l'île du comte Zaroff, passionné de chasse et mégalomane au point de provoquer les naufrages afin de pouvoir organiser des chasses à l'homme avec les naufragés.
Il joue également, et notamment, dans deux films d'Alfred Hitchcock, la première version (britannique) de L'Homme qui en savait trop (1934) et La Taverne de la Jamaïque (1939).

## Filmographie
cinéma
- 1921 : Experience, de George Fitzmaurice
- 1932 : Les Chasses du comte Zaroff (The Most Dangerous Game), d'Irving Pichel et Ernest B. Schoedsack
- 1933 : Strange Evidence, de Robert Milton
- 1933 : Suzanne, c'est moi ! (I Am Suzanne!) de Rowland V. Lee
- 1934 : Les Incendiaires (The Fire Raisers), de Michael Powell
- 1934 : Le Pavillon rouge (Red Ensign), de Michael Powell
- 1934 : L'Homme qui en savait trop (The Man Who Knew Too Much), d'Alfred Hitchcock
- 1935 : Bozambo, de Zoltan Korda
- 1935 : The Night of the Party, de Michael Powell
- 1935 : Le Tunnel (The Tunnel), de Maurice Elvey
- 1936 : Debt of Honor, de Norman Walker
- 1936 : The Three Maxims d'Herbert Wilcox
- 1937 : L'Invincible Armada (Fire Over England), de William K. Howard
- 1937 : La Baie du destin (Wings of the Morning), de Harold D. Schuster
- 1937 : Six heures à terre (en) (Farewell Again), de Tim Whelan
- 1939 : Guide Dogs for the Blind (court-métrage)
- 1939 : La Taverne de la Jamaïque (Jamaica Inn), d'Alfred Hitchcock
- 1939 : The Arsenal Stadium Mystery, de Thorold Dickinson
- 1939 : Sons of the Sea (en), de Maurice Elvey
- 1940 : Vingt et un jours ensemble (21 Days), de Basil Dean
- 1940 : Dead Man's Shoes, de Thomas Bentley
- 1940 : Meurtre et lune de miel (Busman's Honeymoon), d'Arthur B. Woods et Richard Thorpe
- 1940 : La Chambre aux supplices (en) (The Door with Seven Locks), de Norman Lee
- 1940 : Neutral Port (en), de Marcel Varnel
- 1941 : Give Us More Ships (court-métrage)
- 1941 : Cottage à louer (Cottage to Let), d'Anthony Asquith
- 1941 : Ceux du porte-avions (en) (Ships with Wings), de Sergei Nolbandov
- 1942 : The Big Blockade, de Charles Frend
- 1942 : Went the Day Well?, d'Alberto Cavalcanti
- 1944 : Henry V (The Chronicle History of King Henry the Fift with His Battell Fought at Agincourt in France), de Laurence Olivier
- 1947 : Mrs. Fitzherbert, de Montgomery Tully
- 1949 : La Mort apprivoisée (The Small Back Room), de Michael Powell et Emeric Pressburger
- 1950 : Madeleine, de David Lean
- 1950 : Your Witness, de Robert Montgomery

télévision
- 1938 : Cyrano de Bergerac (TV)